# Jean de Bavière (1383-1443)
Jean de Palatinat-Neumarkt, surnommé Johann, l'Oberpfälzer c'est-à-dire le Haut Palatin et Johann, le Hussitengeißel c'est-à-dire le Fléau des Hussites (né en 1383 à Neunburg vorm Wald; † 14 mars 1443 à Kastl dans le Lauterachtal), issu de la Maison de Wittelsbach, il était Comte palatin et duc en Bavière et est le fondateur de la lignée du Palatinat-Neumarkt.

## Biographie
Jean de Palatinat-Neumarkt est le fils du prince-électeur et comte palatin Robert III du Palatinat futur roi de Germanie et de son épouse Élisabeth de Nuremberg de la Maison de Hohenzollern. Robert III contrôlait depuis 1329 à la suite de la division des domaines de la maison de Wittelsbach, la partie nord des territoires du Palatinat du Rhin, c'est-à-dire le Haut-Palatinat actuel. À sa mort, lors du partage de ses domaines entre ses quatre fils, Jean reçoit le Palatinat-Neumarkt avec la capitale Neumarkt in der Oberpfalz .
Jean épouse en 1407 à Copenhague, Catherine de Poméranie (de), fille du duc Warcisław VII de Poméranie et sœur du souverain de l'union de Kalmar, Éric de Poméranie. Cependant, il ne peut l'épouser qu'à la condition de construire un monastère pour l'Ordre de Sainte-Brigitte dans le Haut-Palatinat, ce dont il s'acquitte avec le Monastère de Gnadenberg (de). Catherine apporte en outre une dot de 40 000 florins lors de son mariage, mais Jean, en cas de décès, doit lui attribuer comme douaire le château de Heinrichsbürg (de) (également appelé Heinzburg, Hainsburg, Heinsberg), situé sur le Schlossberg, à 549 mètres d'altitude, dans le prolongement du Dillberg (de), dans le district de Pölling, dans le district de Neumarkt dans le Haut-Palatinat en Bavière.

## Le Fléau des Hussites
La notoriété de Jean de Palatinat-Neumarkt est essentiellement liée à son activité guerrière dans les Croisades contre les Hussites.
À partir de l'année 1419, il intervient avec un contingent de croisés contre les groupes d'armées des Taborites. 
Ils rencontrent leurs adversaires en 1422 dans le relief de Horšovský Týn, le 11 septembre 1426 à Klattau, en 1429 à Neunburg vorm Wald et en 1427 à Bärnau. Leur avance est arrêtée par le commandant Procope le Grand le 4 août 1427 lors de la bataille de Tachov (en), une armée de croisés et des groupes d'armées hussites pénétrèrent à Bärnau près de Tirschenreuth. En 1429, il réussit à mettre en déroute 300 cavaliers hussites à Höll, près de Waldmünchen. Le 14 septembre 1432, il parvient à reprendre le château de Reichenstein. Le 21 septembre 1433, Jean de Palatinat-Neumarkt défait l'une de leurs armées lors de la bataille de Hiltersried (en). En 1434, il est impliqué dans le démantèlement de leur siège devant Pilsen afin de reprendre la ville. Cependant, il a doit aussi acheter en partie de la paix en payant des tributs aux hussites en 1418, 1420, 1430, ce qui accroissait d'autant ses difficultés financières.
Ses efforts contre les attaques hussites contre le Haut-Palatinat ont valu au comte palatin Jean le surnom de Fléau des hussites ou de Marteau des hussites dans l'historiographie bavaroise. Après la bataille perdue de Taus (de) le 14 août 1431, il préconisa de manière proactive une paix de compromis avec les Hussites et le royaume de Bohême.

## Unions et postérité
Sept enfants, six garçons et une fille, sont nés de l'union entre Jean de Palatinat et Catherine de Poméranie. Un seul survit à la petite enfance, Christophe de Bavière, qui succède à son oncle maternel déchu, Éric de Poméranie, à la tête de l'union de Kalmar.
En 1428, il épousa en secondes noces Beatrix de Bavière (1403-1447) (de), fille du duc Ernest de Bavière et veuve du comte Hermann III de Celje. Ce mariage resta sans descendance.